# 리듬 앤드 휴스 스튜디오
리듬 앤드 휴스 스튜디오(Rhythm and Hues Studios)는 1995년 꼬마돼지 베이브, 2008년 황금나침반 (영화), 2013년 라이프 오브 파이로 아카데미 시각효과상을 수상한 미국의 시각 효과 및 애니메이션 회사이다. 또한 4개의 과학 및 기술 아카데미상을 받았다.
이 회사는 2013년 초에 챕터 11 파산을 신청했다. 이후 프라나 스튜디오의 계열사인 34x118 홀딩스에 의해 인수되었지만 동일한 이름을 유지했다.

## 선별된 작품
2022
- RRR: 라이즈 로어 리볼트

2021
- 킹스맨: 퍼스트 에이전트

2019
- 헬보이 (2019년 영화)
- 더 보이즈 (드라마)

2018
- 로스트 인 스페이스 (2018년 드라마)
- 슬렌더맨 (영화)
- 2.0 (영화)

2017
- 미드나이트, 텍사스
- 더 미스트

2015
- 피어 더 워킹 데드

2014
- 300: 제국의 부활
- 7번째 아들
- 윈터스 테일 (영화)
- 타미 (영화)
- 인투 더 스톰 (2014년 영화)
- 엑스맨: 데이즈 오브 퓨처 패스트

2013
- 퍼시 잭슨과 괴물의 바다
- 마세티 킬즈
- R.I.P.D.: 알.아이.피.디.
- 다 큰 녀석들 2
- 월터의 상상은 현실이 된다

2012
- 본 레거시 (영화)
- 빅 미라클
- 장고: 분노의 추적자
- 크로니클 (영화)
- 레드 던
- 헝거 게임: 판엠의 불꽃
- 디스 이즈 40
- 라이프 오브 파이
- 스노우 화이트 앤 더 헌츠맨

2011
- 앨빈과 슈퍼밴드 3
- 바니 버디
- 머니볼 (영화)
- 캐빈 인 더 우즈
- 왕좌의 게임 (드라마)
- 레드 라이딩 후드
- 파퍼씨네 펭귄들
- 엑스맨: 퍼스트 클래스

2010
- A-특공대 (영화)
- 마마듀크 (영화)
- 세인트 클라우드 (영화)
- 퍼시 잭슨과 번개 도둑
- 울프맨 (2010년 영화)
- 나잇 & 데이
- 미트 페어런츠 3
- 온천탕 타임머신
- 요기 베어 (2010년 영화)

2009
- 다락방의 외계인
- 고스트 오브 걸프렌즈 패스트
- 분노의 질주: 더 오리지널
- 시간 여행자의 아내 (영화)
- 틴에이지 뱀파이어
- 스테이트 오브 플레이 (영화)
- 로스트 랜드: 공룡 왕국
- 앨빈과 슈퍼밴드 2
- 박물관이 살아있다 2

2008
- 인크레더블 헐크 (영화)
- 미이라 3: 황제의 무덤

2007
- 황금나침반 (영화)
- 다이하드 4.0
- 척 앤 래리
- 싸인 시커: 여섯 개의 빛을 찾아서
- 킹덤 (2007년 영화)
- 앨빈과 슈퍼밴드 (영화)
- 에반 올마이티

2006
- 샬롯의 거미줄 (2006년 영화)
- 가필드 2
- 패스트 & 퓨리어스: 도쿄 드리프트
- 해피 피트
- 박물관이 살아있다!
- 수퍼맨 리턴즈
- 엑스맨: 최후의 전쟁

2005
- 나니아 연대기: 사자, 마녀, 그리고 옷장
- 엘렉트라 (2005년 영화)
- 롱기스트 야드
- 스켈리톤 키
- 링 2 (2005년 영화)
- 세레니티 (2005년 영화)
- 아이스 프린세스 (영화)

2004
- 80일간의 세계 일주 (2004년 영화)
- 가필드 (2004년 영화)
- 프라이데이 나이트 라이츠 (영화)
- 피닉스 (2004년 영화)
- 리딕: 헬리온 최후의 빛
- 스쿠비 두 2: 몬스터 대소동

2003
- 더 캣 (2003년 영화)
- 데어데블 (영화)
- 웰컴 투 더 정글 (2003년 영화)
- 참을 수 없는 사랑 (2003년 영화)
- 엘프 (2003년 영화)
- 반지의 제왕: 왕의 귀환
- 엑스맨 2

2002
- 맨 인 블랙 2
- 스쿠비 두 (영화)
- 링 (2002년 영화)
- 솔라리스 (2002년 영화)
- 퓨전 쿵푸
- 스튜어트 리틀 2
- 썸 오브 올 피어스 (영화)

2001
- 캣츠 앤 독스
- 닥터 두리틀 2스파이더 게임
- 에너미 라인스
- 맥쿨에서의 하룻밤
- 해리 포터와 마법사의 돌 (영화)
- 반지의 제왕: 반지 원정대
- 혹성탈출 (2001년 영화)

2000
- 그린치 (2000년 영화)
- 리틀 니키
- 엑스맨 (영화)
- 환타지아 2000
- 드라큘라 2000
- 일곱가지 유혹 (2000년 영화)
- 프리퀀시 (영화)
- 배틀필드 (2000년 영화)
- 6번째 날
- 고인돌 가족 플린스톤 2
- 야러그래츠: 파리 대모험
- 할로우 맨

1999
- 애나 앤드 킹
- 그린 마일 (영화)
- 엔드 오브 데이즈
- 미스테리 맨
- 썸머 오브 샘
- 스토리 오브 어스
- 스튜어트 리틀

1998
- 꼬마 돼지 베이브 2
- 페어런트 트랩 (1998년 영화)
- 패컬티 (영화)
- 솔저 (1998년 영화)
- 스텝맘

1997
- 스피드 2
- 스폰 (영화)
- 마우스 헌트
- 배트맨 4: 배트맨과 로빈

1996
- 카잠
- 너티 프로페서 (1996년 영화)

1995
- 꼬마돼지 베이브
- 배트맨 3: 포에버
- 에이스 벤츄라 2
- 워터월드

1994
- 페이지마스터

1993
- 호커스 포커스 (영화)
- 공룡 대행진

1992
- 스테이 튠

1991
- 최후의 출격

## 같이 보기
- 인더스트리얼 라이트 & 매직
- 소니 픽처스 이미지워크스
- 웨타 FX
- 디지털 도메인
- 프레임스토어
- 무빙 픽처 컴퍼니
- DNEG
- 블루 스카이 스튜디오